# Philadelphia Ten
Die Philadelphia Ten, auch bekannt als The Ten, war eine 1917 gegründete Gruppe US-amerikanischer Künstlerinnen, die bis 1945 gemeinsame Ausstellungen bestritten. Die Gruppe, der schließlich 30 Malerinnen und Bildhauerinnen angehörten, stellte jährlich in Philadelphia aus und hatte später Wanderausstellungen in Museen an der Ostküste und im Mittleren Westen.

## Gründungszweck
Die Philadelphia Ten wurden gegründet, um Frauen zu unterstützen, die über die Rolle der Hobbykünstlerinnen, als die sie zu Beginn des 20. Jahrhunderts gemeinhin angesehen wurden, hinausgehen und als professionelle Künstlerinnen akzeptiert werden wollten. Eines der Ziele der Gruppe bestand beispielsweise darin, den Frauen die Möglichkeit zu geben, selbst zu bestimmen, wie ihre Arbeiten ausgestellt werden. Sie konnten die Zahl der Teilnehmerinnen bei Ausstellungen begrenzen und es jeder erlauben, eine größere Anzahl von Werken auszustellen, als dies normalerweise bei einem jurierten Wettbewerb möglich war.
Darüber hinaus bot die Gruppe mit Diskussionsforen, Zugang zu Modellen und professioneller Anleitung ein Umfeld, das ihre Kreativität förderte. Die Lebensweise der Mitglieder war für die damalige Zeit ungewöhnlich: Viele von ihnen heirateten nie; andere, die heirateten, entschieden sich gegen Kinder oder behielten ihren Mädchennamen. Für viele der Frauen wurde die Gruppe zu einer Quelle von Freundschaften und kollegialen Beziehungen.

## Geschichte und kulturelles Erbe
Die erste Ausstellung der Gruppe fand im Februar 1917 im Art Club of Philadelphia statt. Sie umfasste 247 Gemälde von 11 Künstlern, von denen neun an der Philadelphia School of Design for Women (dem heutigen Moore College of Art and Design) und zwei an der Pennsylvania Academy of the Fine Arts ausgebildet worden waren. Im Laufe der Jahre schlossen sich weitere Frauen der Gruppe an; insgesamt nahmen 30 Künstlerinnen an den 65 folgenden Ausstellungen teil. Die letzte Ausstellung der Gruppe fand im April 1945 in der Woodmere Gallery in Philadelphia statt.
Die ausgestellten Werke spiegelten den Einfluss von Lehrern wie dem Impressionisten Henry B. Snell wider und umfassten Landschaften, Stillleben, Porträts und Skulpturen.
Anlässlich des 150-jährigen Jubiläums der Schule organisierte der Lehrkörper des Moore College of Art and Design 1998 eine Retrospektive der Philadelphia Ten, die in Museen im ganzen Land gezeigt wurde. Die Ausstellung umfasste 81 Gemälde und 9 Skulpturen.
Im Jahr 2010 zeigte das Moore College archivierte Werke aus den 1920er- bis 40er-Jahren von sieben der ersten elf Mitglieder der Philadelphia Ten sowie aktuelle Arbeiten von Mitgliedern des Kunstkollektivs The Other Woman, das ebenfalls von ehemaligen Studenten des Colleges gegründet wurde.
Im späten 19. und frühen 20. Jahrhundert wurden zahlreiche lokale und regionale Frauenkunstorganisationen gegründet, die Ausstellungen organisierten. Die Ladies' Art Association von New York war eine der ersten, gefolgt von The Plastic Club in Philadelphia, der National Association of Women Artists in New York und anderen. Die Philadelphia Ten gilt jedoch als die Gruppe, die am häufigsten und am längsten ausstellte.

## Mitglieder
Alle Mitglieder der Philadelphia Ten besuchten die Kunstschule in Philadelphia. Nach der ursprünglichen Ausstellung von 11 Malerinnen wuchs die Gruppe schließlich auf 23 Malerinnen und 7 Bildhauerinnen an. Die Künstlerinnen gehörten im Allgemeinen nicht zu den Vorreitern der Moderne und sind in den Museumssammlungen kaum vertreten. Ihre Werke fanden jedoch in den 1920er und 1930er Jahren großen Anklang, als Maler wie Pablo Picasso und Henri Matisse in den Vereinigten Staaten noch nicht populär waren.

### Liste der ursprünglichen Mitglieder
Die ursprünglichen Mitglieder waren allesamt Malerinnen, wobei die Mitglieder Cartwright, Cochrane und Howard an allen 65 Ausstellungen der Gruppe teilnahmen.
- Eleanor Abrams
- Katharine Marie Barker
- Theresa Bernstein (1890–2002), Künstlerin und Schriftstellerin
- Cora S. Brooks
- Isabel Branson Cartwright
- Constance Cochrane
- Mary-Russell Ferrell Colton (1889–1971), Malerin, Ethnographin, Kuratorin und Autorin
- Arrah Lee Gaul
- Edith Lucile Howard
- Helen Kiner McCarthy
- Katharine Hood McCormick

### Weitere Malerinnen
- Maude Drein Bryant
- Fern Coppedge
- Nancy Maybin Ferguson
- Margaret Ralston Gest
- Sue May Gill
- Susette Schultz Keast
- Marian T. MacIntosh
- Emma Fordyce MacRae
- Mary Elizabeth Price (1877–1965), Malerin des Impressionismus
- Elizabeth Wentworth Roberts
- Susan Gertrude Schell
- Edith Longstreth Wood

### Bildhauerinnen
- Gladys Edgerly Bates
- Cornelia Van Auken Chapin
- Beatrice Fenton
- Harriet Whitney Frishmuth
- Genevieve Karr Hamlin
- Joan Hartley
- Mary Louise Lawser

## Bilder

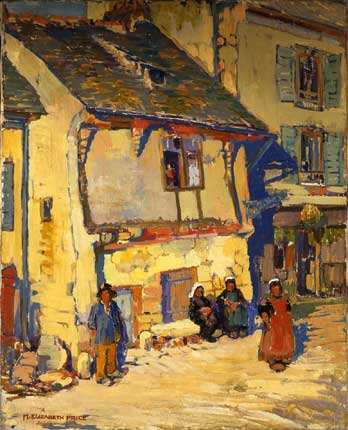
M. Elizabeth Price, The Wine Shop, Quimperle, Brittany (um 1921)
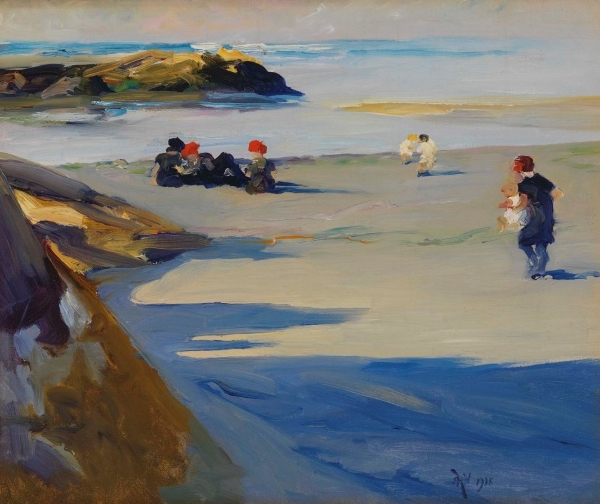
Elizabeth Wentworth Roberts, Figures on the Sand, Annisquam, 1915
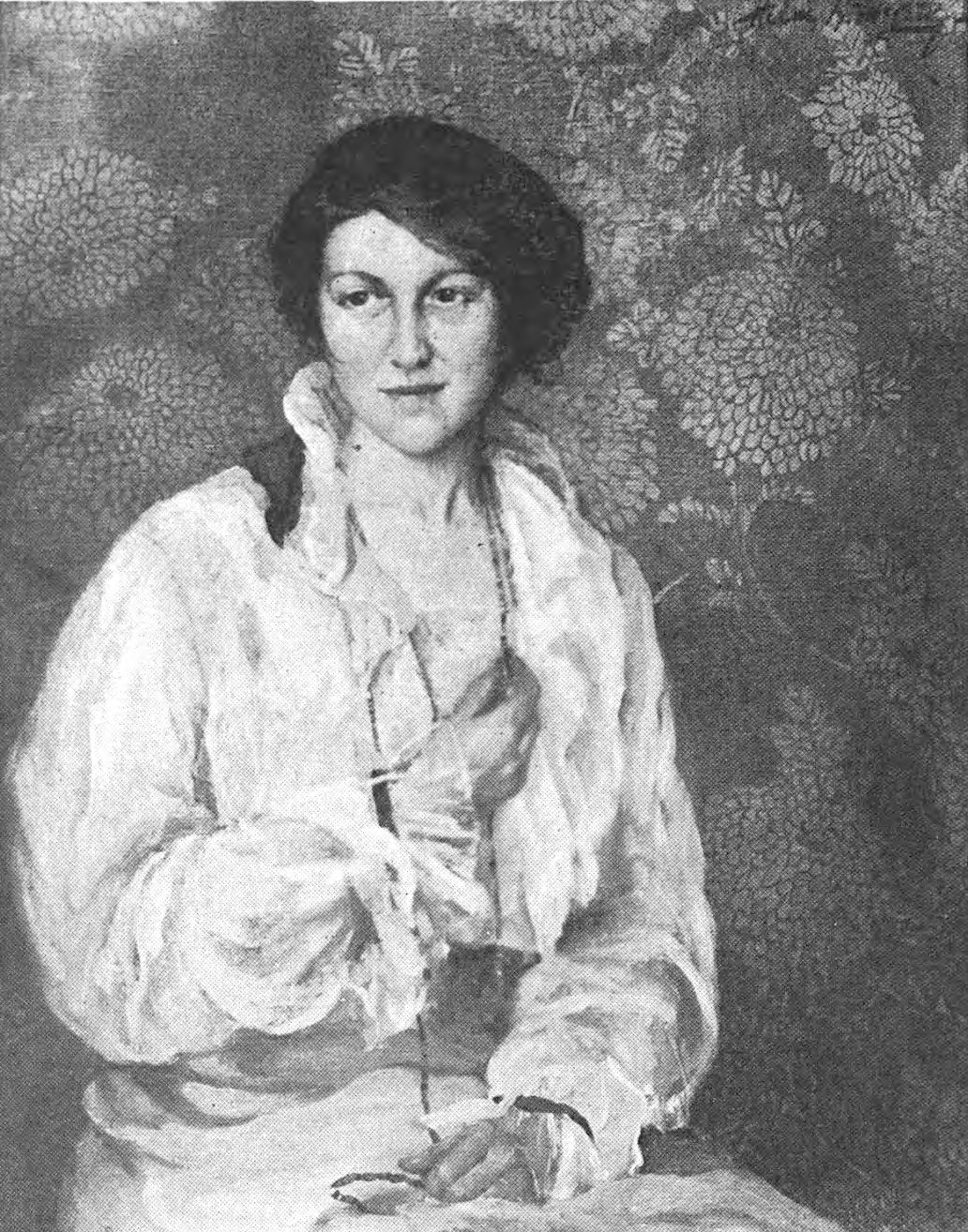
Helen Kiner McCarthy, Portrait: Red and White (um 1916)
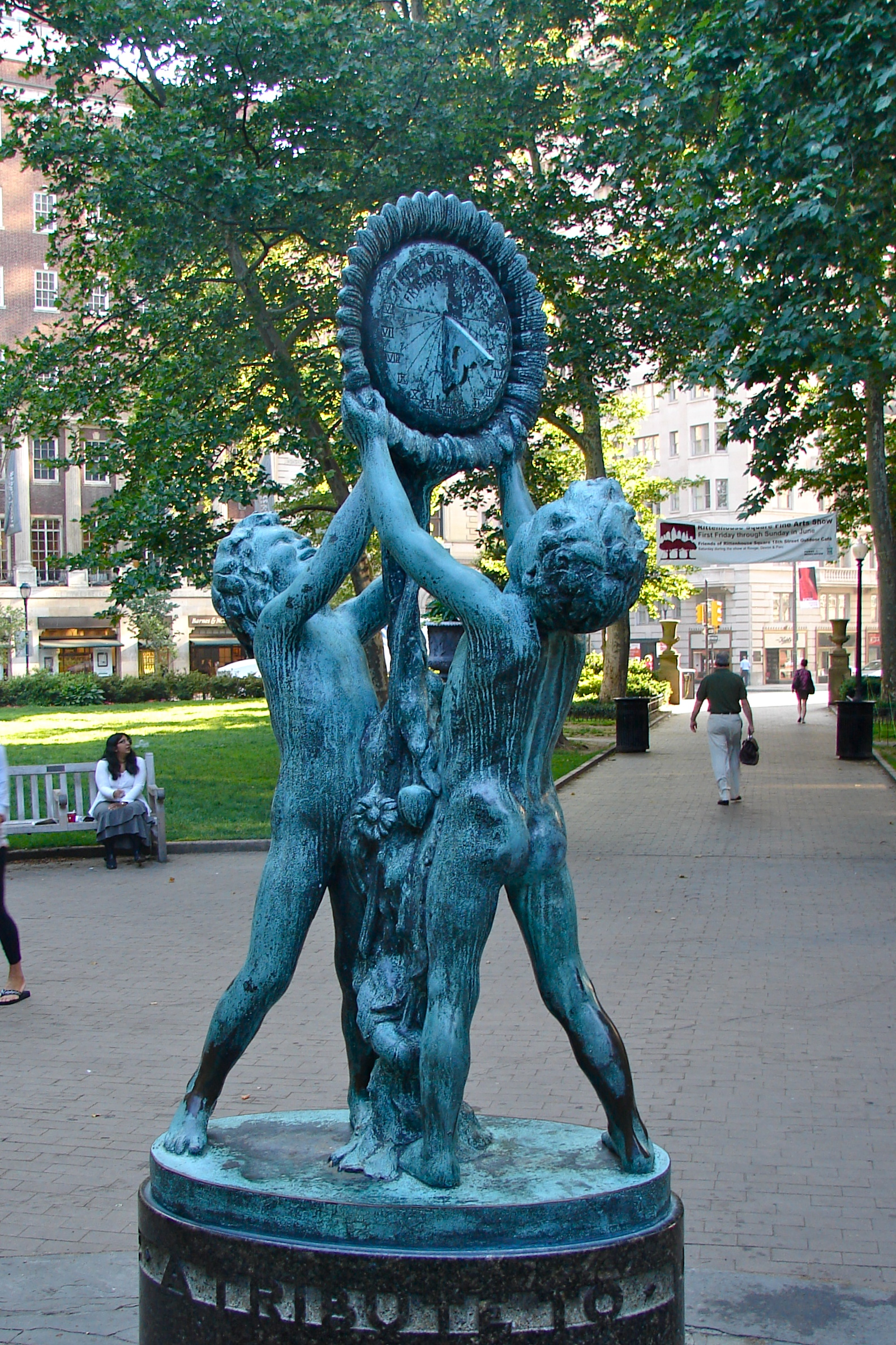
Beatrice Fenton, Sunflower Dial
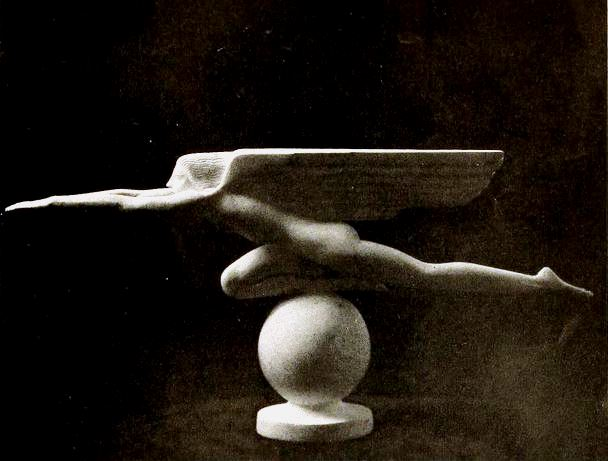
Harriet Frishmuth, Speed (1922)
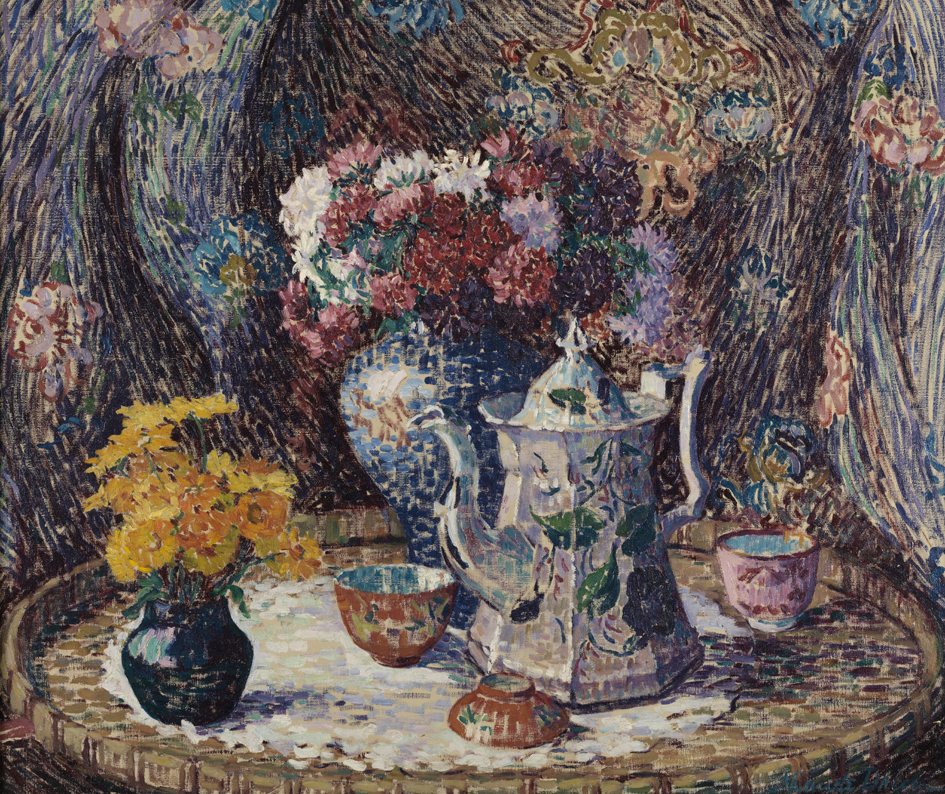
Maude Drein Bryant, Calendulas and Asters
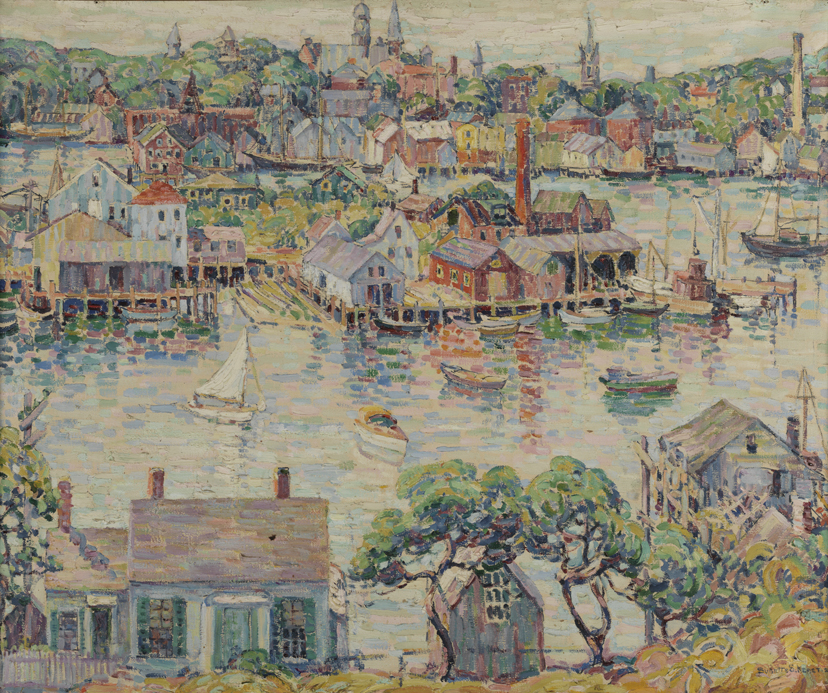
Susette Schultz Keast, Inner Harbor